# ТЕС Кампанільяс
ТЕС Кампанільяс – теплова електростанція на півдні Іспанії, на північно-західній околиці Малаги.
В 2010 році на майданчику станції ввели в дію парогазовий блок комбінованого циклу потужністю біля 400 МВт, в якому одна газова турбіна потужністю 260 МВт живить через котел-утилізатор одну парову турбіну з показником 140 МВт. Паливна ефективність блоку досягає 60%.
Як паливо станція використовує природний газ, який наразі надходить до регіону по трубопроводу Пуенте-Хеніль – Малага – Естепона.
Воду для технологічних потреб отримують з очисних споруд по трубопроводу завдовжки 13 кілометрів.
Видача продукції відбувається під напругою 220 кВ.
Проект реалізувала компанія GasNatural Fenosa, яка з 2018-го була перейменована на Naturgy Energy Group.